# Aeroport de Cherif Al Idrissi
L'aeroport de Cherif Al Idrissi (àrab: مطار الشريف الإدريسي, maṭār ax-Xarīf al-Idrīsī) (codi IATA: AHU, codi OACI: GMTA) és un aeroport que serveix la ciutat d'Al Hoceima, al Marroc. És el segon aeroport en moviment de la regió de Tànger-Tetuan-Al Hoceima del nord del Marroc. L'aeroport rep el nom del geògraf i cartògraf musulmà del segle xii Al-Idrisi.

## Instal·lacions
L'aeroport es troba a una elevació de 95 peus (29 m) sobre el nivell mitjà del mar. Té una pista d'aterratge designada 18/36 amb una superfície d'asfalt amb una longitud de 2.500 metres per 45 metres d'amplada.

## Aerolínies i destinacions
| Aerolínies              | Destinacions                               |
| ----------------------- | ------------------------------------------ |
| Brussels Airlines       | Brussel·les                                |
| Corendon Dutch Airlines | Amsterdam                                  |
| Royal Air Maroc         | Amsterdam, Brussel·les, Casablanca, Tetuan |
| SunExpress Deutschland  | Estacional: Amsterdam                      |
| Transavia               | Estacional: Amsterdam, Rotterdam           |
| TUIfly Belgium          | Estacional: Charleroi                      |

## Estadístiques
| 2006   | 2007             | 2008             | 2009         | 2010         | 2011         | 2012         |
| ------ | ---------------- | ---------------- | ------------ | ------------ | ------------ | ------------ |
| 20 246 | 17 834 · 10,18 % | 16 018 · 10,18 % | 18 733 · ??? | 24 405 · ??? | 24 685 · ??? | 26 317 · ??? |